# Bài ca sư phạm (phim)
Bài ca sư phạm (tiếng Nga: Педагогическая поэма) là bộ phim chuyển thể từ cuốn tiểu thuyết cùng tên của nhà văn Anton Makarenko.

## Diễn viên
- Vladimir Yemelyanov... Anton Semyonovich Makarenko
- Mikhail Pokotilo... Kalin Ivanovich
- Yelena Litskanovich... Yekaterina Grigoryevna
- Nina Krachkovskaya... Lidya Petrovna
- Georgy Yumatov... Sasha Zadorov
- Yury Sarantsev... Grisha Burun
- Yulian Panich... Semyon Karabanov
- P.Grubnik... Mityagan
- Ya.Panichev... Gud
- Mikhail Chernov... Anton Semyonovich "Toska" Solovyev
- Aleksandr Susnin
- Pavel Kadochnikov... Maksim Gorky
- Natalia Naum

## Ê-kíp
- Thiết kế sản xuất: Maksim Lipkin
- Phục trang: Galina Nesterovskaya

## Vinh danh
- Liên hoan phim Cannes (1956)[1]